# Richie Ginther
Paul Richard "Richie" Ginther, född 5 augusti 1930 i Hollywood i Kalifornien, död 20 september 1989 i Frankrike, var en amerikansk racerförare.

## Racingkarriär
Ginther tävlade i formel 1 under 1960-talet. Han körde bland annat för Ferrari, BRM och Honda och han vann ett lopp, vilket var Mexikos Grand Prix 1965 i en Honda. Han blev som bäst trea i formel 1-VM 1963 då han körde för BRM.
Ginther dog av en hjärtinfarkt under en semesterresa i Frankrike 1989.

## F1-karriär
| Säsong                | Stall/Tillverkare     | Placering             | Lopp | Poäng | Etta | Tvåa | Trea | Pole | Varv |
| --------------------- | --------------------- | --------------------- | ---- | ----- | ---- | ---- | ---- | ---- | ---- |
| 1960                  | Scarab Ferrari        | 9                     | 1 3  | 8     |      | 1    |      |      |      |
| 1961                  | Ferrari               | 5                     | 7    | 16    |      | 1    | 2    |      | 2    |
| 1962                  | BRM                   | 8                     | 9    | 10    |      | 1    | 1    |      |      |
| 1963                  | BRM                   | 3                     | 10   | 29    |      | 3    | 2    |      |      |
| 1964                  | BRM                   | 5                     | 10   | 23    |      | 2    |      |      |      |
| 1965                  | Honda                 | 7                     | 8    | 11    | 1    |      |      |      |      |
| 1966                  | Cooper-Maserati Honda | 11                    | 2 3  | 2 3   |      |      |      |      | 1    |
| 1967                  | Eagle-Weslake         | -                     | 1    |       |      |      |      |      |      |
| Sammanlagt 8 säsonger | Sammanlagt 8 säsonger | Sammanlagt 8 säsonger | 54   | 102   | 1    | 8    | 5    | 0    | 3    |

| 1. Italien 1960 2. Monaco 1961 3. Italien 1962 4. Monaco 1963 5. Italien 1963 6. USA 1963 7. Monaco 1964 8. Österrike 1964 |

| 1. Belgien 1961 2. Storbritannien 1961 3. Frankrike 1962 4. Tyskland 1963 5. Mexiko 1963 |